# Daron Malakian and Scars on Broadway

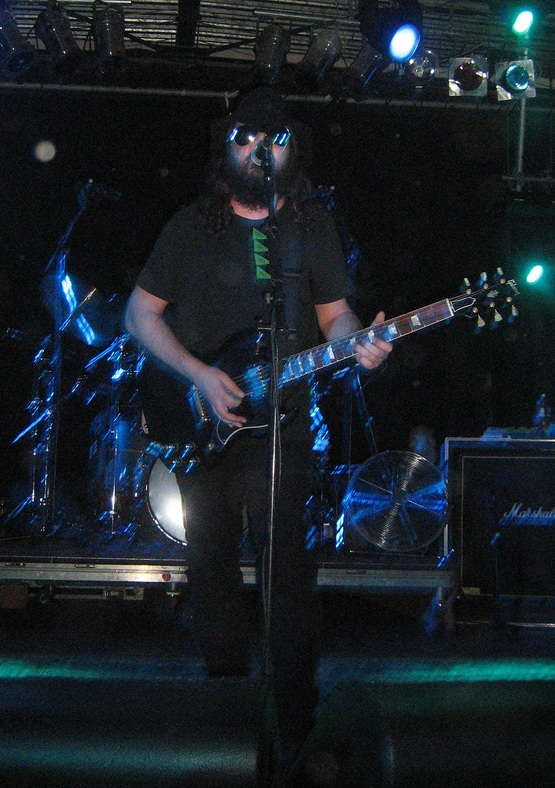
Daron Malakian 2008

Daron Malakian and Scars on Broadway (também conhecido como Scars ou SOB, anteriormente Scars on Broadway) é uma banda americana de Los Angeles, CA, criada em 2003 pelo guitarrista da banda System of a Down, Daron Malakian. O primeiro álbum da banda, Scars On Broadway, foi lançado em 29 de Julho de 2008, contendo 15 músicas. Uma turnê de divulgação foi iniciada porém não foi terminada uma vez que a banda entrou em hiato alguns meses depois.
Voltando em 2010 e tendo muitas mudanças desde então (como a saída de de John Dolmayan em 2012), a banda fez alguns shows até 2013. Em fevereiro de 2012 a banda lançou uma amostra do single Guns are Loaded e anunciaram que estavam trabalhando em um novo álbum. Na época Malakian disse que o álbum já estava pronto e que sua estreia seria no começo de 2013. Porém a banda entrou em um novo hiato e só voltou em 2018 lançando o álbum Dictator e fazendo poucos shows com novos integrantes. Dictator foi lançado em 20 de julho de 2018 e foi considerado como um dos melhores álbuns de 2018 pela Rolling Stone.
Em 2019 a banda fez alguns shows, neste ano também Malakian anunciou que já estava trabalhando no terceiro álbum da banda. O álbum, Addicted to the Violence, foi lançado em 18 de julho de 2025.

## Membros
- Daron Malakian – vocal e guitarra (2003 - atualmente)
- Orbel Babayan – guitarra (2018 - atualmente)
- Niko Chantziantoniou – baixo (2018 - atualmente)
- Roman Lomtadze – bateria (2018 - atualmente)

### Ex-integrantes
- John Dolmayan - bateria (2007 - 2012)
- Dominic Cifarelli - baixo (2008 - 2012)
- Franky Perez - guitarra (2007 - 2012)
- Danny Shamoun - teclados/percussão (2007 - 2012)
- Jules Pampena - bateria (2012)

## Discografia

### Álbum de estúdio
- 2008 - Scars on Broadway
- 2018 - Dictator
- 2025 - Addicted to the Violence

### Singles
- "They Say" (2008)
- "World Long Gone" (2008)
- "Fucking" (2010)
- "Lives" (2018)
- "Dictator" (2018)
- "Killing Spree" (2025)
- "Destroy The Power" (2025)

## Videoclipes
- "They Say" - dirigido por Paul Minor
- "World Long Gone" - dirigido por Joel Schumacher
- "Fucking" - dirigido por Greg Watermann
- "Lives" - dirigido por Hayk Matevosyan
- "Guns Are Loaded" - dirigido por Greg Watermann
- "Killing Spree" - co-dirigido por Malakian e Lorenzo Diego Carrera[6]